# Allopalládium
Az allopalládium ritka palládiumásvány, a palládium hexagonális módosulata.

## Fizikai és kémiai tulajdonságai
Szerkezete nem a legtömöttebb illeszkedésű, mert reflexióképessége jóval kisebb a szabályos palladiuménál. Apró hatszöges táblák, inkább pikkelyek alkotják.
- Hasadása: igen jó.
- Mohs-féle keménysége: 4-5 (4,75).
- Színe: Ezüstfehér, élénk fémfény.

## Előfordulása
A természetben a platinaércekben, emellett az arannyal együtt található meg ötvözetként. Ismeretes néhány ásványa is. Igen ritka elem, a 71. leggyakoribb a Földön. E módosulata a palládiumon belül is rendkívül ritka. Neves lelőhelye a Harz-hegységi Tilkerode, melyben szeléntartalmú érctelérekben arannyal összetetten jelenik meg.